# Miastenia grave

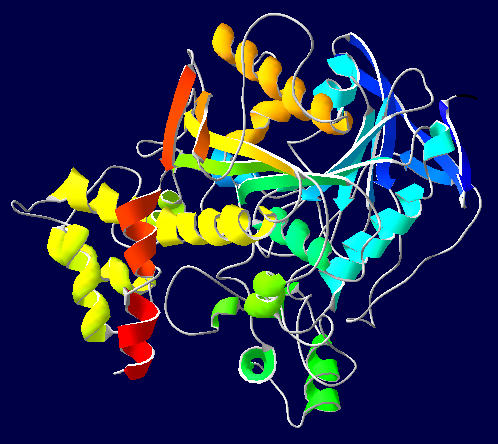
Reconstrucción informática de la estructura de la acetilcolinesterasa

La miastenia grave o miastenia gravis (MG) es una enfermedad neuromuscular autoinmune y crónica caracterizada por grados variables de debilidad de los músculos esqueléticos (los voluntarios) del cuerpo. La segunda denominación proviene del latín y el griego, y significa «debilidad muscular grave». 
Empieza con un cuadro insidioso de pérdida de fuerzas, que rápidamente se recuperan con el descanso pero que reaparece al reiniciar el ejercicio. Suele iniciarse en los músculos perioculares. En pocas ocasiones el inicio es agudo. 
La característica principal de la miastenia grave es una debilidad muscular que aumenta durante los períodos de actividad y disminuye después de períodos de descanso. Ciertos músculos —como los que controlan el movimiento de los ojos y los párpados, la expresión facial, la masticación, el habla y la deglución (tragar)—, a menudo se ven afectados por este trastorno. Los músculos que controlan la respiración y los movimientos del cuello y de las extremidades también pueden verse afectados, pero, por fortuna, con un control médico se puede controlar tal enfermedad.

## Etiología y fisiopatología
La miastenia grave es causada por un defecto en la transmisión de los impulsos nerviosos a los músculos. Ocurre cuando la comunicación normal entre el nervio y el músculo se interrumpe en la unión neuromuscular, el lugar en donde las células nerviosas se conectan con los músculos que controlan.[cita requerida]
Habitualmente, cuando los impulsos recorren el nervio, las terminaciones nerviosas secretan una sustancia neurotransmisora llamada acetilcolina. La acetilcolina se difunde a través del espacio sináptico en la unión neuromuscular, y se une a los receptores de acetilcolina, en la membrana post-sináptica. Los receptores se activan y generan una contracción muscular.[cita requerida]
En la miastenia grave, los anticuerpos bloquean, alteran o destruyen los receptores de acetilcolina en la unión neuromuscular, lo cual evita que ocurra la contracción muscular. Estos anticuerpos son producidos por el propio sistema inmunitario del cuerpo. Por ende, la miastenia grave es una enfermedad autoinmune, porque el sistema inmunitario, que protege al cuerpo de organismos externos, se ataca a sí mismo por error. Además, se ha demostrado que los pliegues post-sinápticos están aplanados o "simplificados", y disminuyen la eficacia de la transmisión. La acetilcolina suele liberarse, pero los potenciales generados son de intensidad inferior a la necesaria.[cita requerida]
Los mecanismos por los cuales los anticuerpos disminuyen el número de receptores son tres:[cita requerida]
- Degradación acelerada por enlaces cruzados y endocitosis precoz de los receptores
- Bloqueo del sitio activo del receptor
- Lesión de la membrana muscular post-sináptica por los anticuerpos en colaboración con el sistema del complemento

Los anticuerpos son del tipo IgG dependientes de linfocitos T, por lo que el tratamiento inmunosupresor constituye una diana terapéutica.[cita requerida]
Por otro lado, la actividad repetida acaba disminuyendo la cantidad de acetilcolina liberada (lo que se conoce como agotamiento presináptico). También conlleva una activación cada vez menor de fibras musculares por impulso sucesivo (fatiga miasténica). Estos mecanismos explican el aumento de la fatiga tras el ejercicio, y la estimulación decreciente en el electromiograma.[cita requerida]
El timo es un órgano situado en el área superior del pecho debajo del esternón (hueso en el centro del pecho) exactamente en el mediastino anterior, desempeña un papel importante en el desarrollo del sistema inmunitario durante la etapa fetal. Sus células forman una parte del sistema inmunitario normal del cuerpo. La glándula es bastante grande en los niños, crece gradualmente hasta la pubertad y luego se reduce en tamaño hasta ser reemplazada por tejido graso con la edad. En los adultos que padecen de miastenia grave, la glándula del timo es anormal. Contiene ciertos racimos de células inmunitarias características de una hiperplasia linfoide, una condición que generalmente se presenta solamente en el bazo y los ganglios linfáticos durante una respuesta inmunitaria activa. Un 10 por ciento de los pacientes que padecen de miastenia grave desarrollan timomas. Los timomas generalmente son benignos, pero pueden llegar a ser malignos. Suelen ser por la aparición de células mioides (similares a miocitos), que también pueden actuar como productoras del autoantígeno, y generar una reacción autoinmune contra el timo.[cita requerida]
No se ha entendido completamente la relación entre la glándula del timo y la miastenia grave. Los científicos creen que es posible que la glándula del timo genere instrucciones incorrectas sobre la producción de anticuerpos receptores de acetilcolina, creando así el ambiente perfecto para un trastorno en la transmisión neuromuscular. Sin embargo, sí se ha demostrado que el 65 por ciento de los pacientes miasténicos tienen un timo anómalo, y el 35 por ciento lo tienen hiperplásico.[cita requerida]

## Diagnóstico
El diagnóstico se sustenta con base en la clínica y exámenes de laboratorio, niveles de anticuerpos contra receptor de acetilcolina y estudio electrofisiológico, siendo estos dos últimos los que otorgan la mayor precisión
- Clínica: con base en los signos y síntomas y según la gravedad se encuentran:
  - La caída de uno o ambos párpados (ptosis palpebral)
  - Visión nublada o doble (diplopía), a consecuencia de la debilidad de los músculos que controlan los movimientos oculares.
  - Marcha inestable o irregular, debilidad en los brazos, las manos, los dedos, las piernas y el cuello.
  - Dificultad para subir escaleras
  - Cambio en la expresión facial, dificultad para sonreír y gesticular.
  - Dificultad para deglutir alimentos (sólidos: ya sea por la falta de fuerza para masticar y líquidos, como el agua por ejemplo, por la falta de fuerza para tragar).
  - Dificultad para respirar
  - Trastornos en el habla (disartria)
  - Modificaciones en la voz (hipofonía)
  - Estrabismo caracterizado

- Prueba farmacológica: Principalmente se utiliza la prueba con bromuro de edrofonio (prueba de Tensilon) endovenoso, la cual tiene una sensibilidad del 80 a 95 por ciento en pacientes con miastenia grave presentando mejoría inmediata sobre todo ante su facies característica. La dosis inicial es de 1 mg, seguida de 2,3 y 5 mg, en intervalos de 3 a 5 minutos. Para poder controlar síntomas gastrointestinales (o en casos menos frecuentes bradicardia e hipotensión) es necesario tener a mano una jeringa con atropina. Un 20 por ciento de los pacientes con MGO tiene una prueba falsa negativa.

- Pruebas electrofisiológicas: Se basa en la estimulación eléctrica repetitiva de distintos nervios para detectar una alteración de la transmisión neuromuscular. El estudio se realiza aplicando de cuatro a seis estímulos a una frecuencia de 2 Hz, antes y después de 30 segundos de ejercicio. Se repiten estos estímulos en intervalos de 1 minuto hasta 5 minutos después de finalizado el ejercicio. La prueba se considera positiva cuando existe una diferencia de amplitud de más del 10 por ciento entre el primer y quinto potenciales evocados. Esta prueba no es específica de la miastenia, ya que puede ser positiva en otras enfermedades neuromusculares. Otro método diagnóstico es la electromiografía de fibra aislada.

- Anticuerpos contra receptores de acetilcolina (ACRA):[5] Esta prueba es la más fidedigna donde se va a identificar la presencia de ACRA en pacientes compatibles con miastenia grave. Existen tres tipos de anticuerpos: bloqueantes, moduladores y de ligadura. Los ACRA están presentes en un 75-85 por ciento de los pacientes con miastenia grave generalizada. En entre un 10 y 50 por ciento de estos enfermos se detectan otros anticuerpos frente a una enzima muscular (MuSK, siglas en inglés de "muscular specific kinase"). Aunque los falsos positivos son raros, se han observado en pacientes con lupus eritematoso y con enfermedades hepáticas autoinmunes.

- Estudios imagenológicos: Un 10 por ciento de los pacientes de miastenia grave padecen timomas. La mayoría de estos tumores suelen ser benignos pero pueden ser localmente invasores. Por esta razón, se recomienda obtener una tomografía computarizada o una resonancia magnética de tórax en todo paciente diagnosticado.

## Tratamiento
Hoy día, casi todos los pacientes pueden reanudar una vida normal con un tratamiento adecuado. Los más importantes son los siguientes:

### Fármacos anticolinesterásicos
Son aquellos que inhiben la colinesterasa, enzima que degrada la acetilcolina. La mayoría de los pacientes experimenta al menos una mejoría parcial, aunque muy pocos una mejoría completa. La eficacia de todos los fármacos del grupo es similar.
El más utilizado en España y en los Estados Unidos es la piridostigmina vía oral, con efectos que aparecen al cabo de 15 a 30 minutos del inicio y una duración de 3 a 4 horas. La dosis inicial es de 60 miligramos entre tres y cinco veces diarias, para después ajustar la dosis a las necesidades individuales del paciente. Los pacientes con debilidad para la masticación y la deglución pueden tomar el medicamento antes de las comidas. Existen fórmulas de acción prolongada, especialmente útiles para la noche, pero no se recomiendan durante el día porque su absorción es variable.La dosis útil máxima suele ser de 120 mg cada 3 a 6 h. Los pacientes deben conocer que la dosis de este fármaco debe modificarse con particular precaución, siempre bajo supervisión médica debido a la posibilidad de agravamientos importantes de la enfermedad tanto por aumentos como por reducción de su dosis. Esta recomendación es aplicable al resto de fármacos utilizados en esta enfermedad.
La sobredosis de anticolinesterásicos puede producir un aumento de la debilidad y otros, efectos secundarios muscarínicos, como diarrea, espasmos abdominales, sialorrea (hipersalivación) o náuseas. Para evitar estos síntomas digestivos, son útiles la atropina-difenoxilato y la loperamida.[cita requerida]

### Timectomía
La timectomía o extirpación quirúrgica del timo está ganando aceptación en el tratamiento de la miastenia grave, debido a los resultados, eficacia y consecuencias observados en su utilidad para el tratamiento de los timomas. Está indicada en todos los pacientes con miastenia generalizada entre la pubertad y los 55 años, y aún no hay consenso en su uso para otros grupos de edad, o en pacientes con debilidad limitada a la musculatura ocular. Debe llevarse a cabo en un hospital con experiencia en esta técnica quirúrgica. Antes de la timectomía suele realizarse la plasmaferesis, que es la renovación del plasma para obtener mejores resultados en el paciente en conjunto con la operación.

### Fármacos inmunosupresores
El uso de fármacos inmunosupresores (sobre todo glucocorticoides y azatioprina) se ha demostrado eficaz en el tratamiento de la miastenia grave. La elección del tipo de fármaco debe estar basada en el balance riesgo-beneficio, así como en la urgencia del tratamiento. Es útil establecer un planteamiento a corto, medio y largo plazo.
Para conseguir una mejoría inmediata, se puede realizar plasmaféresis o administrar inmunoglobulina intravenosa (IVIg). A medio plazo, resulta útil el uso de glucocorticoides y ciclosporina, útiles en un plazo de unos 3 meses. Para el efecto a largo plazo (en torno a un año), los fármacos de elección son la azatioprina y el micofenolato mofetilo (MMF). Para el tratamiento de pacientes ocasionales refractarios al tratamiento, un ciclo de ciflofosfamida a altas dosis puede resultar útil, e incluso curativo, por reestimulación del sistema inmunitario.

### Corticoterapia
El uso adecuado de glucocorticoides es eficaz en la mayoría de los enfermos. Para conseguir los mínimos efectos adversos, conviene administrar una sola dosis de prednisona al día, inicialmente baja (15 a 25 miligramos diarios), para evitar la debilidad precoz que se produce en un tercio de los pacientes. Según la tolerancia, se sube la dosis gradualmente a razón de 5 mg al día, hasta dosis estables de 50 a 60 mg al día o una mejoría clínica notable. Posteriormente, se procede a una reducción gradual, preferentemente hasta la retirada total del tratamiento. Por norma, la mejoría comienza a notarse a las semanas de alcanzar las dosis máximas, y dura meses o años. Pocos pacientes pueden permitirse la retirada total de la corticoterapia. El control minucioso de los pacientes con corticoterapia es esencial.

### Otros fármacos inmunosupresores
El resto de los inmunosupresores mencionados pueden utilizarse de forma aislada o en combinación con los glucocorticoides.
- La azatioprina es el más frecuentemente usado, debido a sus pocos efectos adversos, generalmente en combinación con corticoterapia, para utilizar dosis más bajas de ambos. El 10 % de los pacientes no toleran este fármaco, por cuadros pseudogripales con fiebre y malestar general, depresión de la médula ósea o alteración de la función hepática. La dosis inicial es de 50 mg diarios, y si se tolera, se incrementa gradualmente hasta una reducción del gradiente leucocítico de 3000 a 4000/μl, excepto en pacientes con corticoterapia. También puede utilizarse el aumento del volumen corpuscular medio de los hematíes como indicador de tolerancia. El intervalo de dosificación habitual es de 2 a 3 miligramos por kg de peso. El efecto de la azatioprina es visible entre 3 a 6 meses tras el inicio del tratamiento. Nunca se debe combinar con alopurinol (tratamiento de la hiperuricemia), por el riesgo de la depresión de la médula ósea o intensificación de los efectos de la azatioprina.

- La ciclosporina tiene una eficacia similar, y una aceptación creciente en el tratamiento de la miastenia, pero sus efectos beneficiosos son más rápidos. Por lo general se combinan con corticoterapia. La dosis habitual es de 4 a 5 mg/kg/día, divididos en dos tomas. Los efectos secundarios más frecuentes son la hipertensión y la nefrotoxicidad. Los valores sanguíneos mínimos se miden 12 horas después de la toma nocturna, y el intervalo terapéutico, medido por radioinmunoanálisis es de 150 a 200 nanogramos por litro.

- El micofenolato mofetilo (MMF) es útil en dosis de 1000 a 1500 miligramos dos veces al día. Actúa inhibiendo la síntesis de purinas de novo (única vía en los linfocitos), por lo que inhibe exclusivamente la proliferación de estas células. Al no atacar a los linfocitos preexistentes, la mejoría clínica tarda varios meses (hasta 12) en notarse. Su ventaja consiste en la práctica ausencia de efectos adversos, salvo diarrea o leucopenia ocasionales. Una de sus mayores desventajas es su elevado coste económico.

- La ciclofosfamida se reserva para enfermos ocasionales resistentes a los demás fármacos.

- El tacrolimus (FK503), un fármaco emparentado con la ciclosporina, está comenzando a utilizarse en pacientes graves, muy seleccionados, que responden mal a otros fármacos.

### Plasmaféresis
Es una de las opciones terapéuticas, y consiste en separar mecánicamente los anticuerpos patógenos del plasma sanguíneo del paciente. Se realiza en un ciclo de 4 o 5 intercambios, con 3 a 4 litros por intercambio, en periodos de 2 semanas. Este tratamiento consigue disminuir por un corto plazo de tiempo la concentración de anticuerpos anticolinesterasa, con mejoría clínica en muchos pacientes. Por tanto, es útil como medida temporal en pacientes graves o con utilidad prequirúrgica (por ejemplo, para la timectomía). Sin embargo, no se ha demostrado utilidad de su uso a largo plazo.

### Inmunoglobulina intravenosa
La miastenia grave es el prototipo de una enfermedad autoinmune. El curso de la enfermedad es irregular. Puede limitarse a los músculos del ojo, pero en la gran mayoría de los pacientes se generaliza.
La aplicación de IvIg se ha demostrado que, en algunos casos, es efectiva (aunque la conclusión final es que en la miastenia grave crónica, no hay evidencia suficiente proveniente de los ECA -ensayos clínicos aleatorizados- para determinar si la IVIg es eficaz). Reportes de casos y estudios pequeños con IvIg en un total de 132 pacientes arrojaron que el 74 por ciento respondieron bien con IvIg. Un estudio encontró que un ciclo de tratamiento con 0,4 g de inmunoglobulina (sandoglobulina liofilizada CSL Behring) por kg de peso corporal durante cinco días mejoró la fuerza muscular en 11 pacientes de 12. El efecto se identificó cuatro días después de comenzar la terapia y alcanzó un máximo después de 9 días, y duró una media de 52 días.
Hace algunos años, clínicos franceses compararon la eficacia y seguridad del intercambio de plasma e IvIg en un estudio extenso y aleatorio en 87 pacientes con miastenia grave. Un total de 43 pacientes recibieron la plasmaferesis, y los otros, 0,4 g de sandoglobulina, por peso corporal durante 3-5 días. Después de una calificación clínica, fue la mejoría de la fuerza muscular.
La terapia con IvIg puede ser útil en pacientes con miastenia grave crónica, en quienes han fallado otros tipos de tratamientos.
Las inmunoglobulinas intravenosas proveen de anticuerpos protectores faltantes. Los tratamientos con inmunoglobulinas están en la práctica clínica desde hace más de dos décadas. Existen más de 1300 publicaciones médicas y científicas que describen el uso de las IvIg. Incluyen estudios clínicos. Existen el soporte adecuado de literaturas que apoya el uso de estas para el tratamiento de numerosas enfermedades.

## Crisis miasténica
Se define como crisis miasténica a la exacerbación de la debilidad muscular capaz de poner en riesgo la vida del paciente. Generalmente ocurre por insuficiencia respiratoria causada por debilidad de la musculatura intercostal y el diafragma, y sólo suele ocurrir en pacientes mal controlados. 

### Tratamiento
El tratamiento debe ser en una Unidad de Cuidados Intensivos, por un equipo con experiencia en el tratamiento de este tipo de crisis, de la insuficiencia respiratoria y de las complicaciones infecciosas y la terapia hidroelectrolítica.
Se debe excluir la posibilidad de que la crisis sea causada por un tratamiento excesivo de la medicación anticolinérgica (crisis colinérgica), suprimiendo el tratamiento temporalmente. Sin embargo, la causa más frecuente de la crisis es la infección recurrente, que altera la inmunidad del paciente. El enfermo miasténico con fiebre e infección debe ser tratado como cualquier paciente inmunodeprimido. Las bases del tratamiento consisten en la antibioterapia rápida y eficaz, la ventilación asistida y la fisioterapia respiratoria. La plasmaféresis y la IVIg suelen ser útiles para acelerar la recuperación del paciente.

## Otras consideraciones
Si bien es cierto la miastenia grave es una enfermedad autoinmune que disminuye la fuerza física del paciente, es importante revisar la debilidad-fragilidad emocional provocada por esta enfermedad. Es muy importante que los familiares del paciente entiendan lo difícil que es vivir con una enfermedad que "no permite realizar las actividades diarias de manera común".[cita requerida]
Además del tratamiento médico, es imprescindible brindar al paciente con miastenia grave apoyo psicológico para que le oriente y ayude a entender estos cambios violentos en su conducta, entender los mecanismos de la enfermedad y la aceptación de la misma. Básicamente es poder disponer de un espacio de contención y de ayuda que aporten a la mejoría.[cita requerida]
El paciente miasténico no sólo debe realizar terapia psicológica sino que además debe evitar situaciones estresantes que puedan empeorar su miastenia. Por ejemplo: discusiones, peleas, disgustos, situaciones límites, etcétera.[cita requerida]
También es importante hacer notar que el rendimiento en el trabajo o en los estudios se puede ver disminuido considerablemente, y que laboralmente requiere apoyo y evitar cargas de trabajo y/o estrés, pues de lo contrario sería un motivo para crear crisis miasténica. Por eso es importante incorporar todos los recursos mencionados en este apartado para lograr una mejoría constante y una mejor calidad de vida.[cita requerida]
A diferencia de otras enfermedades como el cáncer, la epilepsia, la migraña (por mencionar algunas), la miastenia grave es una enfermedad poco común que, por desconocimiento, puede tardar años en tener un diagnóstico certero, ya que generalmente los síntomas se confunden. Esta enfermedad tiene mayor prevalencia en el género femenino. El 60 por ciento de ellas tiene entre 20 y 60 años.[cita requerida]